# Yeongdeok
Der Landkreis Yeongdeok (kor.: 영덕군, Yeongdeok-gun) befindet sich in der Provinz Gyeongsangbuk-do in Südkorea. Der Verwaltungssitz befindet sich in der Stadt Yeongdeok-eup. Der Landkreis hatte eine Fläche von 741 km² und eine Bevölkerung von 38.358 Einwohnern im Jahr 2019.

Lage des Landkreises in Gyeongsangbuk-do